# ميروسلاف ميلر
ميروسلاف ميلر (بالتشيكية: Miroslav Miller)‏ (19 أغسطس 1980 بيرون التشيك - ) هو لاعب كرة قدم تشيكي، يلعب كحارس مرمى، ولعب 209 مباراة.

## مسيرته

### مسيرته مع الأندية
- 2000 - 2014 لعب مع نادي ملادا بوليسلاف 209 مباراة.

## روابط خارجية
- ميروسلاف ميلر على موقع قاعدة بيانات كرة القدم.إي يو (الإنجليزية)
- ميروسلاف ميلر على موقع Soccerway.com (الإنجليزية)
- ميروسلاف ميلر على موقع AS.com (الإسبانية)